# Getinge
Getinge is een plaats in de gemeente Halmstad in het landschap Halland en de provincie Hallands län. De plaats heeft 1885 inwoners (2005) en een oppervlakte van 214 hectare.

## Economie
Het industrieconcern Getinge AB heeft zijn hoofdkantoor in de plaats.